# گوجه‌سبز
گوجه سبز نام میوهٔ درختی است از تیرهٔ گل سرخیان که میوهٔ آن کوچک و آبدار، دارای پوست نازک به رنگ سبز یا سرخ و یک هستهٔ سخت است. خاستگاه این میوه از خاورمیانه است.
درختان گوجه‌سبز در نواحی معتدل بهترین رشد را دارند و در آب و هوای ملایم به رنگ‌های ارغوانی، قرمز، نارنجی، زرد و سبز روشن در می‌آیند. آب و هوای سرد باعث ایجاد رنگ قهوه‌ای و ظاهر نامطلوب میوهٔ گوجه‌سبز می‌شود و در طعم آن نیز تأثیرگذار است. این میوه به سرعت می‌رسد و مدت نگهداری آن در یخچال ۴ روز است. گوجه‌سبز به صورت تازه و پخته در خورش‌ها مصرف می‌شود. این میوه طعمی ترش دارد و سفت و ترد است و در میان ایرانیان اغلب با نمک به عنوان تنقلات مصرف می‌شود. درخت این میوه در بیشتر نواحی ایران به‌خصوص دامنه‌های جنوبی البرز و شمال غربی ایران تکثیر و برداشت می‌شود.

## نام
گوجه‌سبز در برخی گویش‌ها با نام آلوچه شناخته می‌شود.